# Устюгов, Владимир Николаевич
Владимир Николаевич Устюгов (род. 13 февраля 1954, Кордон, Молотовская область) — казахстанский политик. Аким районов города Алма-Ата: Московского (1994—1997), Ауэзовского (1997—2006) и Турксибского (2007—2017). Член правящей партии «Аманат».

## Биография
Выпускник Донецкого авиационно-технического училища гражданской авиации (1974) и Киевского института инженеров гражданской авиации (1978—1984). В 1992 году окончил КИМЭП, где учился с 1989 года.
Трудовую деятельность начал в 1971 году в селе Тургень Алматинской области в должности слесаря-сборщика на ремонтно-механическом заводе. Проходил срочную службу в Советской армии в авиационных частях, дислоцированных в Приморском крае (1974—1976). В дальнейшем работал в Алма-Атинском авиаотряде, где прошёл путь от авиатехника до секретаря парткома.
С 1991 года трудился в Октябрьском районе города Алма-Аты, где впоследствии занял должность главы администрации. В 1994 году занимал пост государственного инспектора отдела организационной работы Аппарата Президента и Кабинета министров Республики Казахстан.
С 1994 по 1997 год — аким Московского района в Алма-Ате. Позднее стал первым заместителем акима Ауэзовского района, а с 1997 по 2006 год занимал должность акима этого района. На выборах 2005 года выдвигал свою кандидатуру в депутаты Сената Парламента Казахстана.
С июля 2006 по ноябрь 2007 года возглавлял департамента энергетики и коммунального хозяйства города Алма-Ата.
В ноябре 2007 года был назначен акимом Турксибского района, где работал до августа 2017 года.
Женат, воспитывал двух дочерей.

## Награды и звания
- Орден «Курмет» (2005)[1]